# Кулинка, Соланж
Анна Соланж Кулинка (в замужестве — Иполо; фр. Anne Solange Koulinka (Ipolo); род. 1958, Браззавиль) — конголезская гандболистка, полевой игрок. Участница летних Олимпийских игр 1980 года, четырёхкратная чемпионка Африки 1979, 1981, 1983 и 1985 годов.

## Биография
Соланж Кулинка родилась в 1958 году в городе Браззавиль в Республике Конго.
Играла в гандбол за «Этуаль дю Конго» из Браззавиля.
В составе женской сборной Республики Конго четырежды выигрывала чемпионат Африки — в 1979 году в Браззавиле, в 1981 году в Тунисе, в 1983 году в Каире, в 1985 году в Луанде.
В 1980 году вошла в состав женской сборной Республики Конго по гандболу на летних Олимпийских играх в Москве, занявшей 6-е место. Играла в поле, провела 5 матчей, забросила 19 мячей (7 в ворота сборной Венгрии, 5 — СССР, 3 — ГДР, по 2 — Чехословакии и Югославии).
В 2015 году работала генеральным секретарём Национального управления школьного и студенческого спорта Республики Конго.